# Ildefonso Rubio
Ildefonso Rubio (* 22. März 1939 in Tomé) ist ein ehemaliger chilenischer Fußballtorwart.

## Karriere
Ildefonso Rubio begann seine Profikarriere 1961 bei den Rangers de Talca, bei denen er einen Großteil seiner Karriere verbrachte. Sein größter Erfolg war der dritte Platz in der Saison 1965. Seine letzten drei Karrierejahre spielte der Torwart bei Lota Schwager.

## Sonstiges
Sein Sohn Hugo ist 36-maliger Nationalspieler und seine Enkel Eduardo, Matías und Diego sind ebenfalls ehemalige bzw. aktive Profifußballspieler.